# Koszmosz–3M
Koszmosz–3M  (oroszul: Космос–3М) szovjet-orosz hordozórakéta.

## Története
A Koszmosz–3 rakétát gyorsan leváltotta a Koszmosz–3M (GRAU-kódja: 11K65M) – ami a Koszmosz–3 továbbfejlesztett változata, finomabb irányítást és vezérlőrendszert alkalmaztak, az új második fokozat motorjának tolóereje szabályozható lett. A szabályozás lehetővé tette, hogy egyszerre több műholdat állítson pályára. 1970-től a Koszmosz hordozórakéták sorozatgyártását a Juzsmastól az omszki Poljot Termelési Egyesülés vette át. Tervek szerint 2010-től kivonták a rendszerből.
Folyékony hajtóanyagú kétfokozatú rakéta. Hajtóanyaga AK27P (vörös füstölgő salétromsav) és dinitrogén-tetroxid. Magassága 32,4 méter, átmérője 2,4 méter, induló tömege 109 tonnás. 775 kg hasznos terhet képes 800 kilométer magasságba, illetve 1500 kg-ot 250 kilométer magasságba szállítani. Indításait a Pleszeck űrrepülőtérről és a Kapusztyin Jar rakétakísérleti bázisról végezték. Összes indítások száma 444, ebből sikeres 424, sikertelen 20. Sikerességi arány 95,46%. Az első indítás időpontja 1967. május 15-én, az utolsó 2010. április 27-én történt.

## Koszmosz–3M
Elnevezései: SS–5; R–14; 8K65; 11K65.

### 1. fokozat
Az R–14U Koszmosz–1 ballisztikus rakéta alapteste. Bruttó tömege 87,2 tonna. Magassága 22,40, 2,4 méter. Egy motor, az RD–216 működtette. Működési idő 130 másodperc. Hajtóanyaga IRFNA/UDMH.

### 2. fokozat
Az Koszmosz–2 rakétatest második fokozata. Bruttó tömege 20,135 tonna. Magassága 6, 2,4 méter. Egy motor, az RD–219 működtette, a motor újraindítható, amivel pályája módosítható. Működési idő 375 másodperc. Hajtóanyaga IRFNA/UDMH.

## Speciális alkalmazásai
- K65M–R – A szovjet Hadászati Rakétacsapatok különféle eszközeinek szuborbitális tesztrepüléséhez alkalmazott változat.
- K65M–RB – A BOR–4 és BOR–5 kísérleti űrrepülőgépek orbitális és szuborbitális teszteléséhez használt változat.
- K65UP – a 11K65M-en alapuló rakétaszonda, melyet a Vertyikal program keretében geofizikai kísérletek céljára szuborbitális repülésekre használtak az 1970-es évek közepétől
- A Koszmosz műholdak alap hordozóeszköze.

## Külső hivatkozások
- Koszmosz hordozórakéta. astronautix.com. (Hozzáférés: 2014. április 12.)
- Koszmosz hordozórakéta. skyrocket.de. [2016. november 16-i dátummal az eredetiből archiválva]. (Hozzáférés: 2014. április 12.)